# Comunitățile Europene
Comunitățile Europene (plural, abreviat CE) constau în două comunități:
- Comunitatea Europeană (singular, de asemenea abreviată CE; până în 1993 era denumită Comunitatea Economică Europeană, CEE)
- Comunitatea Europeană a Energiei Atomice (abreviată CEEA sau Euratom)
- Comunitatea Europeană a Cărbunelui și Oțelului a fost de asemenea una dintre comunitățile europene până în 2002, când a fost desființată. În mare, atribuțiile acesteia au transferate în tratatul Comunității Europene.

De la Tratatul de Fuziune (semnat în 1965, în vigoare din 1967) cele trei comunități au organe comune, printre care Comisia și Parlamentul.
Comunitățile Europene sunt unul dintre cei trei piloni ai Uniunii Europene.
| Uniunea Europeană | Uniunea Europeană | Uniunea Europeană | Uniunea Europeană                                 | Uniunea Europeană | Uniunea Europeană                                  | Uniunea Europeană |
| --- | --- | --- | ------------------------------------------------- | ----------------- | -------------------------------------------------- | ----------------- |
| | | |                                                   |                   |                                                    |                   |
| | Primul pilon (supranațional-federație) | | Al doilea pilon (interguvernamental-confederație) |                   | Al treilea pilon (interguvernamental-confederație) |                   |
| Comunitățile Europene (CE) | Politica externă și de securitate comună (PESC) | Cooperarea polițienească și judiciară în materie penală (JAI) |                                                   |                   |                                                    |                   |
| - Politica agricolă comună - Uniune vamală și Piața internă - Politica în domeniul conncurenței , Subvenții de stat - Politică structurală - Politică comercială - Uniunea Economică și Monetară - Cetățenia europeană - Educație și Cultură - Cercetare și Mediul înconjurător - Rețele transeuropene - Sănătate - Protecția consumatorului - Politică socială - Politica comună de imigrație - Politica în domeniul azilului - Protecția frontierelor | Politica externă: - Cooperare - Menținerea păcii - Observatorii electorali și Trupele comune de intervenție - Drepturile omului - Democrație - Asistența acordată statelor terțe Politica de securitate: - Politica europeană de securitate și apărare - Dezarmarea - Aspectele economice ale dezarmării - Sistemul european de securitate | - Trafic de droguri și Trafic de arme - Trafic de carne vie - Terorismul - Infracțiuni împotriva minorilor - Crimă organizată - Corupție, coruptibilitate și înșelăciune |                                                   |                   |                                                    |                   |
| | | |                                                   |                   |                                                    |                   |
| | | |                                                   |                   |                                                    |                   |